# Maculinea parvimacula
Maculinea parvimacula är en fjärilsart som beskrevs av Aigner 1907. Maculinea parvimacula ingår i släktet Maculinea och familjen juvelvingar. Inga underarter finns listade i Catalogue of Life.